# Stratiomys cenisia
Stratiomys cenisia är en tvåvingeart som beskrevs av Johann Wilhelm Meigen 1822. Stratiomys cenisia ingår i släktet Stratiomys och familjen vapenflugor. Inga underarter finns listade i Catalogue of Life.